# Sukarjo Wiryopranoto
Soekardjo Wirjopranoto (5 juin 1903 - 23 octobre 1962) est un combattant indonésien, Héros national d'Indonésie.

## Biographie
En 1923, il est diplômé de la Law School. Il travaille ensuite dans plusieurs villes avant d'ouvrir son propre cabinet « Vishnu »" à Malang (Java oriental).
Sukardjo devient un membre de Volksraad en 1931. Il fonde avec le docteur Sutomo la National Association of Indonesia.
Il sert également comme représentant permanent d'Indonésie aux Nations unies.
Il est enterré au Kalibata Heroes Cemetery à Jakarta.